# ТУ6СПА
ТУ6СПА (рос. Тепловоз-дрезина Узкоколейный, тип 6) — радянський вузькоколійний тепловоз для колії шириною 750 мм. Випускається на Камбарському машинобудівному заводі, РФ.
У складі будівельно-ремонтного поїзда забезпечує розбирання та укладання ланок довжиною 8 метрів з рейок Р18 і Р24, блокових стрілкових переводів. При необхідності може бути виконана і роздільна збірка, а також підготовчі, ремонтні та допоміжні будівельні операції.
Основною одиницею будівельно-ремонтного поїзда є енергоагрегат, який працює в технологічному режимі, як пересувна електростанція.

## Історія створення
З 1980 для пересування та енергопостачання будремпоїздів СРП-3 став будуватися тепловоз ТУ6СП. Компонування тепловоза аналогічне ТУ6Д, замість крана і вантажного майданчика встановлені знімні капоти, під якими розташовуються генератор потужністю 50 кВт, електродвигун робочого пересування і лебідка пакетоподачі. Для пересування в робочому режимі тепловоз обладнаний електродвигуном потужністю 22 кВт, сполученим з проміжним валом коробки реверса, управління електродвигуном — дистанційне з головного крана рейкоукладача. Щит електропостачання розміщений у кабіні, розрахованій на машиніста і шести працівників потяга.
Лебідка на тепловозі була розташована незручно для роботи зі шляхоукладачем, тому її перенесли на головний кран шляхоукладача. Тепловози без лебідки пакетоподачі, з укороченими задніми капотами і огородженням заднього майданчика отримали позначення ТУ6СПА.
З 1986 Камбарський машинобудівний завод почав випускати тепловози у складі будівельних потягів (ТУ6СПА) і окремо — для роботи зі шляхоукладальним кранами ППР2МА (ТУ6СП). Деякі тепловози були випущені на рамах, аналогічних тепловозам ТУ6А зі стандартним заднім майданчиком.

## Галерея

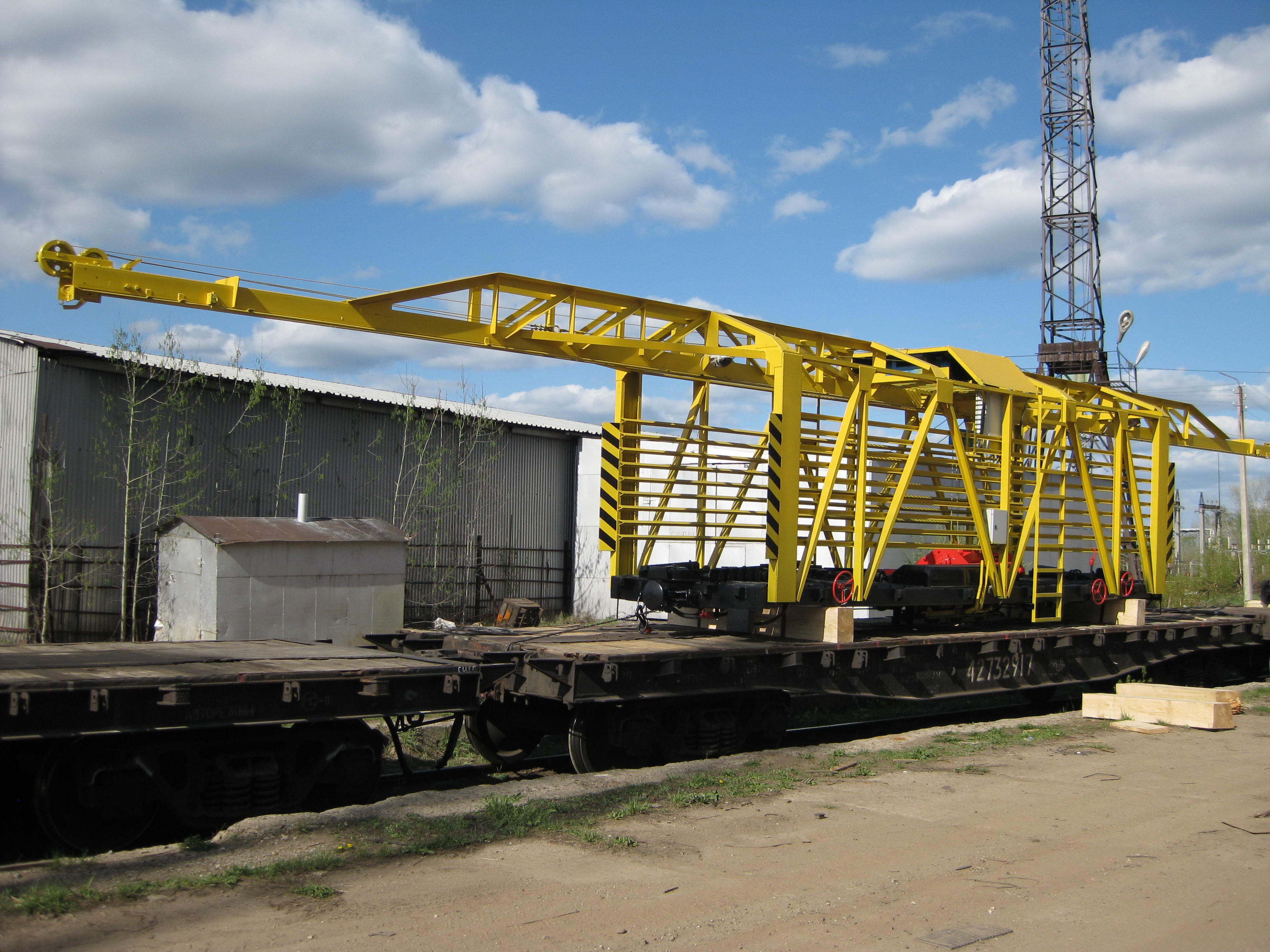
Портальний консольний колієукладальний кран.
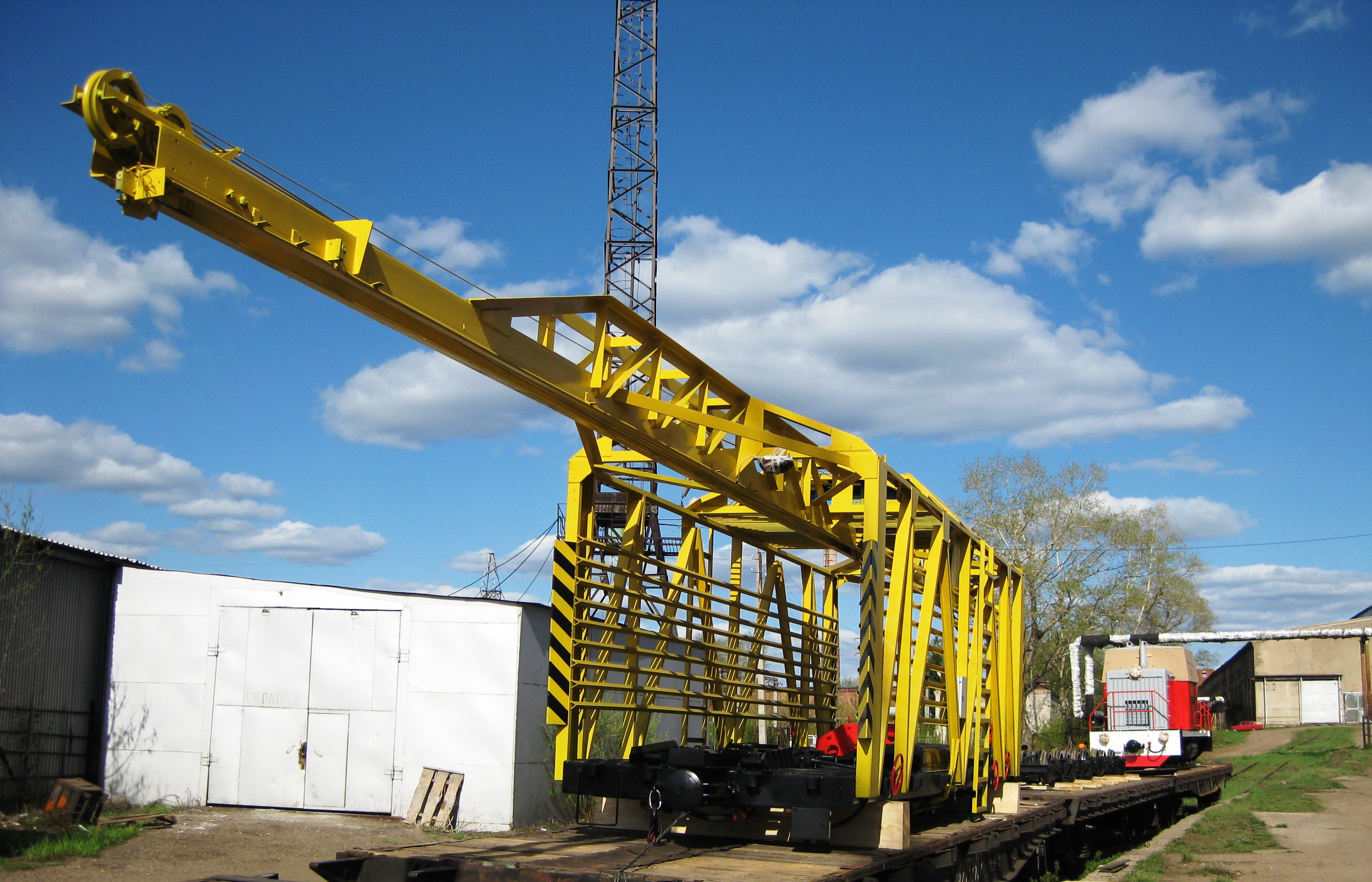
Будівельно-ремонтний поїзд СПА.
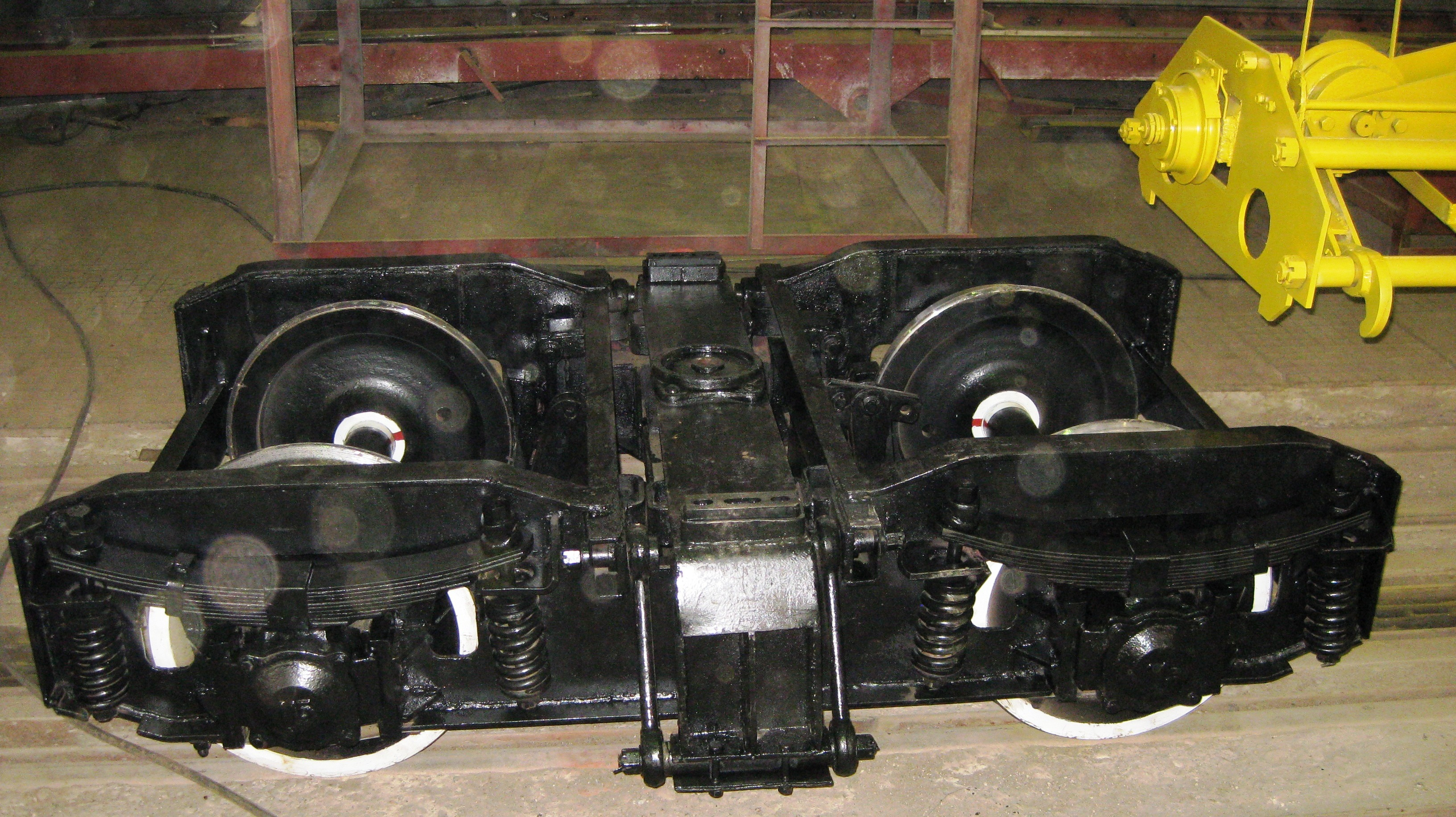
Візок крана СПА з буксами на роликових підшипниках.